# 指宿之玉手箱號列車
指宿之玉手箱（日语：指宿のたまて箱）是日本九州旅客鐵道旗下一列往返於鹿兒島中央、指宿之間，途經指宿枕崎線等路線的特別急行列車。

## 概要
「指宿之玉手箱」是配合2011年3月12日九州新幹線全線通車，而從2011年3月13日開始運行的新列車，以取代原本的特別快速「油菜花DX」（なのはなDX）列車。
JR指宿枕崎線是浦島太郎遊海龍宮故事的傳說之地，「指宿之玉手箱」是根據浦島太郎故事中，敘述著「當浦島太郎打開寶盒（玉手箱）之際，從寶盒噴出來濛濛煙霧，一頭黑髮瞬間變成白髮」的情節內容而得來的構想。車廂外觀也以此神話當主題而彩繪，靠海側漆成白色，靠山側則漆成黑色。

## 運行概況
指宿之玉手箱號每天往返各三班次。全程行駛時間約為55分鐘，與其前身「油菜花DX」列車相同。但不同的是在升級成特急列車後，全車都改採指定席座位配置。

### 停車站
鹿兒島中央 - 喜入 - 指宿

### 使用車輛

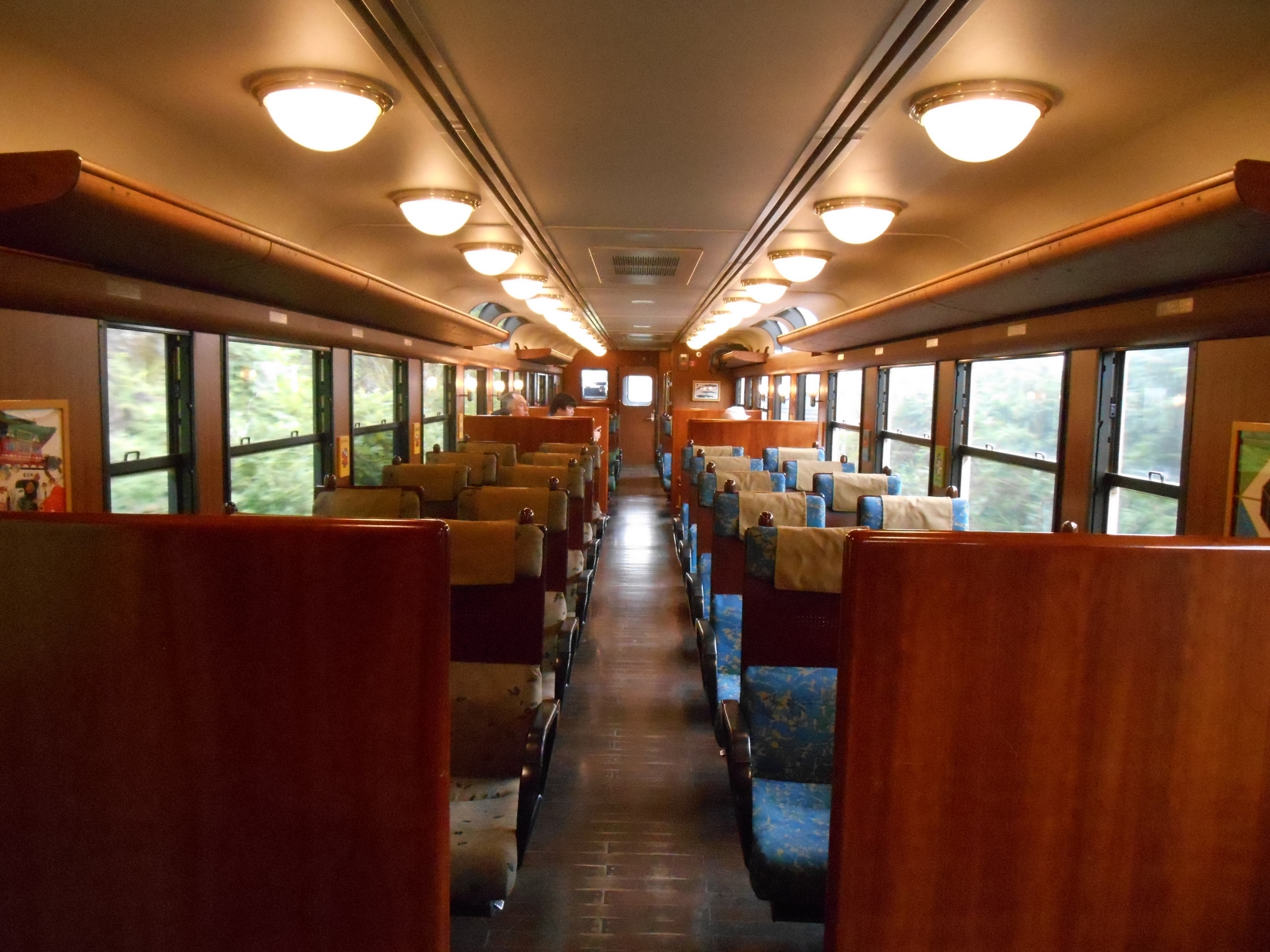
指宿之玉手箱內裝

指宿之玉手箱號在正常的狀況下是以兩節車廂的編組運行，使用的是經過改造的KiHa 47型柴油動力列車（車身編號分別是KiHa 47 8060與9079）。但在週末與特殊假日旅運需求增加時，會額外加掛一輛同屬一個車系的KiHa 140型車廂（原隼人之風號（はやとの風）用車，車身編號KiHa 140 2066）以三節編組的方式運行。兩輛專用車輛的改裝工程是由日本著名的鐵路列車設計師水戶岡銳治主導，在JR九州的小倉工廠進行，耗資約1億6千萬日圓。

### 指宿枕崎線行駛列車沿革
- 2011年3月12日：特別快速「油菜花DX」停止行駛，特急「指宿之玉手箱」開始在鹿兒島中央 - 指宿之間開始運行。
- 2012年3月19日：增加原本用於隼人之風的KiHa 140型車輛，部分班次以三輛編組運行。

## 外部連結
- （日語）特急 指宿のたまて箱（JR九州）
- （繁體中文）特快列車「指宿之玉手箱」（JR九州） （页面存档备份，存于）